# 監督 (キリスト教)
キリスト教における監督（英語: bishop）は、新約聖書にみられるエピスコポス（ギリシア語: ἐπίσκοπος, epískopos）の訳語（監督、保護者の意）であり、後代には一般的に監督の位置と権限を委託されたキリスト教の高位聖職位を指す。新約聖書における監督（エピスコポス、ギリシア語: ἐπίσκοπος）を現代における高位聖職者の原型と捉える教派と、そうでない教派とがある。教会政治の分類において、監督を置くものを監督制と呼ぶ。
高位聖職者を指す場合、日本語では教派（宗派）によって訳語が異なる。「監督」は主にプロテスタントで使われる訳語であり、カトリック教会での司教、聖公会・正教会での主教に相当する。

## 発祥・沿革
監督職（司教職・主教職）も含め、初代教会における教会組織については、教派・思想ごとに見解が分かれる。それは新約聖書における主教にかかる記述が解釈が分かれるようなものにとどまっているほか、聖伝・伝承の位置付けも教派・思想ごとに異なるために、主教職にかかる伝承についても評価・判断が分かれるからである。
だが1世紀の監督職（司教職・主教職）については見解が分かれるものの、アンティオキアのイグナティオス（98年から117年までの間に永眠）などによる記述を根拠として、2世紀中ごろには監督職（司教職・主教職）（ギリシア語: Επίσκοπος）を中心として教会が組織されるようになり、宗教改革までは、いずれの教会でも監督職（司教職・主教職）を中心として組織されていたとは、（現代において監督・司教・主教職を有する教会の間では）幅広く認められている。アンティオキアのイグナティオスは、監督（司教、主教）、長老（司祭）、執事（助祭、輔祭）の三聖職位が既に教会にあったことを述べている。
プロテスタントにおける監督職の役割や権限、カトリック教会におけるローマ教皇の成立、正教会における総主教・大主教・府主教・主教などに細分化していった過程といった歴史については、様々な見解がある。

## 用語の教派別対照表
各教派ごとの位階がそのまま他教派で相当する位階と同格ないしは同義であるわけではない。

### 監督（司教、主教）職内の詳細
| 主教（司教、監督）職の対照表 |                      |                       |                          |                          |
| 東方教会                     | 西方教会             | 西方教会              | 西方教会                 | 英語                     |
| 正教会                       | カトリック教会       | 聖公会                | プロテスタント           | 英語                     |
| 「パパ」                     | 教皇                 | （教派内に存在せず）  | （教派内に存在せず）     | Pope                     |
| 総主教                       | 総大司教             | （教派内に存在せず）  | （教派内に存在せず）     | Patriarch                |
| エクザルフ                   | （教派内に存在せず） | （教派内に存在せず）  | （教派内に存在せず）     | exarch                   |
| （教派内に存在せず）         | 枢機卿               | （教派内に存在せず）  | （教派内に存在せず）     | Cardinal                 |
| 首座主教                     | 首座司教             | 首座主教 （総裁主教） | （総裁監督、総監督など） | Primate Presiding Bishop |
| 府主教                       | 首都大司教           | （日本語訳不明）      | （教派内に存在せず）     | Metropolitan bishop      |
| 大主教                       | 大司教               | 大主教                | 大監督                   | archbishop               |
| （教派内に存在せず）         | 属司教               | 補佐主教              | （教派内に存在せず）     | suffragan bishop         |
| （教派内に存在せず）         | 協働司教             | （日本語訳不明）      | （教派内に存在せず）     | coadjutor bishop         |
| （教派内に存在せず）         | 補佐司教             | （教派内に存在せず）  | （教派内に存在せず）     | auxiliary bishop         |
| （日本語訳不明）             | 名義司教             | （教派内に存在せず）  | （教派内に存在せず）     | Titular bishop           |
| （教派内に存在せず）         | 名誉司教             | （教派内に存在せず）  | （教派内に存在せず）     | bishop emeritus          |
| 主教                         | 司教                 | 主教                  | 監督（一部のみ）         | bishop                   |

## プロテスタント

### 福音主義(ルター派)教会・メソジスト教会
福音主義(ルター派)教会・メソジスト教会の職制名の1つに監督がある。聖書のギリシャ語"ἐπίσκοπος"、英語: bishopあるいはsuperintendentの訳語である。正教会・聖公会での主教、カトリック教会の司教に相当する。エホバの証人では長老と同義である。日本聖書協会訳聖書や日本正教会訳聖書、新改訳聖書、現代訳聖書などでは聖書に登場するギリシャ語の"ἐπίσκοπος（エピスコポス）"に「監督」の訳語を当てている。
ただし、日本正教会訳聖書を用いる日本正教会では職制としては主教との訳語を用いており、日本聖書協会訳聖書を用いる日本聖公会も職制には主教との訳語を用いている。
"ἐπίσκοπος"は、聖書における職制と教会における職制のいずれも、この単語1つで表している。
ジョン・ウェスレーはギリシャ語のより正確な訳としてビショップではなく、スーパーインテンデント(superintendent)の訳を用いた。

### エキュメニズム
エキュメニズムの監督についてプロテスタント側から問題視する声がある。世界教会協議会（WCC）による南インド教会は使徒継承による按手がなされたが、ルーテル教会の神学者C.F.ヴィスロフはこれをプロテスタントに妥協を強いるものであるとしている。スコットランド宗教改革時に監督者Superintendentsがおかれたが、これは「改革派のビショップ」ではなく、一時的な職務であった。

### 日本ホーリネス教会
日本ホーリネス教会(1917-1936)ではメソジスト監督制を参考にして、監督職が設けられ、中田重治が初代監督に任命された。中田の監督職は1936年のホーリネス和協分離まで続いた。
ホーリネス分裂事件後に中田派が創設したきよめ教会（1936-1943）では中田が名誉職としての終身監督に就任する。中田の死後は監督は設けられず、森五郎が委員長になり最高責任者になった。
一方、ホーリネス和教分離によって車田秋次派が創設した日本聖教会では、監督が不在のため、監督代行のために複数の委員が責任者になっていた。
戦後、1949年に創設された、日本ホーリネス教団では、創設者の車田秋次が最高職としての総理になった。しかし、後に委員制になり、委員長が最高責任者になっている。
ホーリネス教会創設時は、初代監督の中田重治の考えでは、「監督」(bishop)という身分の名称ではなく、「総理」(superintendent)に近い事務官のようなものあるという見解であった。